# Jürgen Müller (Boxer)
Jürgen Müller (* 1969 oder 1970) ist ein ehemaliger deutscher Boxer.

## Leben
Müller boxte für den TuS Neu-Steilshoop in Hamburg. 1988 wurde er im Alter von 18 Jahren im Halbfliegengewicht deutscher Boxmeister der Amateure, als er sich im Finale gegen Werner Wude durchsetzte. Im selben Jahr nahm Müller an der Junioren-Europameisterschaft in Polen teil und schied im Viertelfinale gegen István Kovács aus. Müller stand bei weiteren internationalen Vergleichen im Ring, unter anderem als er mit der bundesdeutschen Boxstaffel im Juli 1987 gegen die US-Auswahl antrat.
Sein älterer Bruder Peter war ebenfalls deutscher Meister der Amateure.